# 北村嘉一郎
北村 嘉一郎（きたむら かいちろう）は、日本のボイスパーカッショニスト、ボーカルパフォーマー、アカペラ教育指導者。
ボーカルグループ「鱧人」メンバー。オーストラリアのボーカルグループ「The Idea of North」メンバー。Vocal Asia ミュージックアドバイザー。 Vocal Latinoamérica 日本地区アンバサダー。

## 来歴
神奈川県横浜市出身。
1993年、早稲田大学に進学。2年生在学時に、アカペラサークルStreet Corner Symphonyに加入。早稲田大学教育学部教育学科教育学専修卒業。
1997年、サークルの出身のプログループであるTRY-TONEに加入。担当はボイスパーカッション、バリトン (4thボーカル）。
2008年、TRY-TONEを脱退。フリーのボイスパーカッション奏者として、様々なセッションに参加。納谷嘉彦(pf)、俵山昌之(b)らのグループに参加。
2010年、台湾に設立されたアジア規模のアカペラ国際友好団体Vocal Asiaの初代日本代表連絡人に選出。以降、毎年、大会役員並びに講師として国際大会に招聘。
2011年、台湾で最初のVocal Asia 国際大会が開催。スウェーデンのThe Real Groupが公式ゲスト。同じ講師という立場から、彼らのコンサートにゲスト出演。
2013年、台湾での共演がきっかけで、The Real Groupのビルボードライブ東京／大阪公演にゲストとして招待出演。その模様は、彼らの来日記念版『The Live in Japan』に収録された (”Count Basie Medley"）。
2014年、韓国 光州で開かれたVocal Asia国際大会で、メインゲストであるオーストラリアのThe Idea of Northと出会う。彼らのコンサートに飛び入り参加。
2015年、The Idea of Northの新アルバム『Ballads』のうち、3曲にゲスト録音参加。同年、豪州ABCレコードより発表。
2015年（同年）、日本で矢幅歩、虎徹、伊藤大輔とアカペラグループ「鱧人」を結成。活動を開始。
2016年、The Idea of Northのゲストとして、オーストラリア初訪問。シドニー、アデレード、ブリスベンなどの都市でコンサートに出演する。
2016年（同年）、東京・中野の早稲田大学エクステンションセンターにて、アカペラ講座が開設。初代講師。
2017年、The Idea of Northのゲストメンバーとして、メルボルン交響楽団とのジョイントコンサートに出演。ボイスパーカッションでは珍しい、オーケストラのドラムパートをマイク一本で担当。
2018年、The Idea of Northから打診を受け、5番目のメンバーとして正式加入。
2020年、Vocal Asiaの「日本代表連絡人」を後進に譲り、同団体の「音楽アドバイザー」に就任。
2021年、パナマで立ち上がった南米規模のアカペラ友好団体「Vocal Latinoamérica」の「日本地区アンバサダー」に就任。

## 人物
- 5歳からピアノに親しみ、趣味でボイスパーカッションを始める。自宅近くを走る列車の音を聴いて、それをヒントに「吸って音を出すスネア」を使ったサウンドを編み出す。
- 早稲田大学１年生の時は、「早稲田大学アナウンス研究会」に所属。
- 早稲田大学の学園祭で、アナウンス研究会が大隈講堂前で出展している「サテライトスタジオ」にて、30分枠の番組を制作。ネタ探しとしてキャンパスを歩いていた時に、たまたま目にした学生アカペラグループの演奏を聴いて、「アカペラ」の特集番組の制作を決心。そのグループをゲストとしてスタジオに招いて、アカペラの基礎を教えてもらった。
- 高度なハーモニーが声で作れることに関心を持ったことがきっかけで、取材していたグループが所属していたアカペラサークルStreet Corner Symphony（SCS)に加入。以降、アマチュアグループで研鑽を積む。
- 3年生在学時に、サークル卒業のプログループTRY-TONEが、新メンバー募集をサークル現役生を対象に実施。そのオーディションに応募し、選考を経てメンバーに採用される　(1996年-2007年）。
- アカペラグループでの自身の演奏力に限界を感じ、本物のドラムを研究するべく基礎から習い始める。猪俣猛ドラムスクール(RCC)に入門し、渡辺範雄に師事。
- 2008年TRY-TONEを脱退以降はフリーランスのボイスパーカッション奏者として、主に楽器のグループで演奏。納谷嘉彦ら一流のジャズミュージシャンとの交流で、ボイスパーカッションの可能性を追究する。
- 楽器とのアンサンブルでのノウハウを生かして、再びアカペラでの活動も始める。2015年にはアカペラグループ「鱧人」を結成。
- 海外グループとの共演が多くなり、その中でオーストラリアのThe Idea of Northとの交流を深める。ゲストを経て、2018年より正式メンバー。
- 「鱧人」として2016年に香港、2018年に韓国、「The Idea of North」として、2015年からオーストラリア、台湾、中東カタール、欧州（ドイツ、スイス、フィンランド、スウェーデン）など、海外での演奏活動を多く経験。
- ボイスパーカッションの技術としては、「吸うスネア」を主体とした、アコースティックドラムにモデルをおいたスタイルで、安定した演奏力に定評がある。
- ボイスパーカッションの世界的スペシャリストであり、世界各地域でのアカペラインベントから招聘を受け、講義を多数行っている。
- 大学時代には韓国語を勉強しており、アカペラでの日韓交流イベントの際は通訳なしで現地の人々と一緒に企画運営を行う。

## 参加グループ／共演ミュージシャン
(内は参加年度）
1. TRY-TONE(1996-2007)；ジャズコーラスグループ。永六輔、小原孝（pf）とのショーに出演など。パルコ劇場「最悪な人生のためのガイドブック」、NHKドラマ「ホシに願いを」出演。
2. 인공위성(1998);  韓国ソウル大のアカペラグループ。ソウル、大阪でジョイントコンサート。
3. 金龍雨（キムヨンウ）（1998ｰ）；韓国の民謡歌手。日本ツアーで共演。韓国でのレコーディング（「カエルのターリョン」）にも参加し、アルバムに収録。
4. Azoo (2007-2010)； 納谷嘉彦(pf)、俵山昌之(b)、藤井学(dr)、奥山みなこ（vo)による企画バンド。
5. 納谷嘉彦グループ(2008-)；様々なメンバーで共演。俵山昌之(b)、岡淳（sax)、小島勉(dr)など。
6. 竹中俊二グループ(2008-); コモブチキイチロウ(b)など。
7. 神谷えり(vo)グループ(2008-）； 竹中俊二(gt)など。
8. 里見紀子(vln)グループ(2009-); 井上ゆかり(pf)、森下滋(pf)、奥山勝(pf)、中西俊博(vln)らと共演。
9. 西藤ひろのぶ(gt)グループ(2009-); Tony Suggs(pf) 、鳥越啓介(b)などと共演。Blue Note New York での公演など。
10. クリヤマコト(pf)プロジェクト(2009); 天野清継（gt)とツアー。
11. 土濃塚隆一郎(F.Hr)グループ(2009-); 柴田敏孝(pf)など。
12. The Solist (2009-); 韓国の老舗アカペラコーラスグループ。韓国内にて共演多数。
13. 矢幅歩(vo)グループ（2009-)； 竹中俊二(gt)、太宰百合(pf)、マリー(vo)、馬場孝善(gt) らと共演。
14. 矢幅歩(vo) & ギラジルカ(vo)'Solo-Duo'(2009-); 竹中俊二(gt), 中島徹(pf)など。
15. The Real Groupスウェーデン(2013-); ビルボードライブ東京／大阪など。
16. 五十嵐はるみグループ(2013-)；
17. Be in Voices (2013-2014); 大阪を拠点とするアカペラグループ。ベースボーカルのサポートメンバーとして一時的に共演。
18. 鱧人(Jazz Vocal Ensemble)（2015-); 矢幅歩(vo)、虎徹(vo)、伊藤大輔(vo)
19. 鱧人との共演；Shiho(vo)、宮本貴奈(pf)、八神純子(vo)、小此木麻里(vo)
20. 松本圭司(pf)Duo(2017-)
21. 鈴木よしひさ(gt)Duo(2017-)
22. The Idea of North （2018-);　オーストラリアを代表するコーラスグループ。Naomi Crellin(vo), Nick Begbie(vo), Luke Thompson(vo), Emma Rule(vo), Kai Kitamura (vo, vocal percussion)
23. The Real Group (2019); オーストラリアのThe Idea of Northのメンバーとしてスウェーデンを訪問し、ジョイントコンサートを行う。
24. Rajaton（２０１９）; フィンランドのアカペラグループ。オーストラリアのThe Idea of Northでフィンランドを訪問し、ジョイントコンサートを行う。
25. 坂井紅介(b)トリオ; 今岡友美(vo)
26. 神野美伽(演歌歌手）(2019-); 小原孝(pf)、桑山哲也(acc.)、真部裕(vln)、山崎千裕(tp)、紅林弥生(pf)らと共演。
27. 飯田俊明(pf)グループ(2019-); 小此木麻里(vo)、高木弾(vln)、高橋暁(vln)、三木千晴(cello)、宇都宮直孝(vo)
28. 河原厚子(vo)グループ(2019-); 井上ゆかり(pf)、笛吹かな(fl、篠笛など）、関根彰良(gt)、後藤篤(tb)
29. Makoto Sasaki(vo) ユニット"Casa de NAYA"; 納谷嘉彦(pf)、木村純(gt)など。
30. チドリカルテット(2022）; 橋本歩(cello)、高橋暁(vln)、田中景子(viola)、梶谷裕子(vln)

### 交友関係
- TRY-TONE-メンバーである多胡淳、松永ちづる、青木肇らからは、アカペラでのショーの組み方や作編曲について、仕事を通じて多角的に学び、大きな影響を受けた。
- 納谷嘉彦 - ジャズピアニストの納谷嘉彦には、音楽理論や作編曲、ピアノ奏法など、音楽面・演奏面・音楽家としての精神面に至るまで、多くのことを学んでいる。
- 俵山昌之 - ジャズベーシストで納谷の盟友でもあった俵山昌之からもボイスパーカッションの演奏やコーディネーションについて多くのアドバイスを受けている。
- 矢幅歩-数々のイベントを共にし、演奏経験を通して多くのミュージシャンとの縁を繋いだ恩人。
- 金子詔一-「今日の日はさようなら」で知られる金子詔一からは、様々な演奏機会やアイディアを提供される。
- 神野美伽-演歌の世界にボイスパーカッションを取り入れる斬新なアイディアを提供。北村の世界観を広げるきっかけを作った貴重な存在。
- The Idea of North-メンバーとの交流を通して、アカペラグループのマネージメント、サウンドクリエーションについて多くのことを学ぶ。

## ボイスパーカッションの奏法スタイル
- 電子音などを模倣するヒューマンビートボックスとは異なり、アコースティックなドラムをイメージするサウンドが特徴。
- 技術的には、「吸う息」を「スネア」として使い、「吐く息」で出す「キック」、「ハイハット」、「クラッシュ」などの音と組み合わせることで「循環呼吸」を作る。
- 息の流量を少なくし、その代わりマイク入力レベル（Gain)を高めることで、長時間演奏することによる消耗と、マイクへの不必要なノイズの侵入を抑えている。
- 演奏全体で、音が均一であり、音質が安定している。これは「吐く息」を一旦口の中で堰き止めて、圧力を一定に調節してから発音につなげている技術による。
- ジャズからサンバ、ラテン、ファンク、ロックまで幅広いリズムレパートリーとキレのあるリズム感が特徴。楽器とのアンサンブルにおいても質感的に十分な存在感を発揮する。
- 使用マイクはSennheiser e945。

## 参加アルバム

### TRY-TONE
1. A Cappella 1（1997年11月 発売）
2. A Cappella 2（1998年5月 発売）
3. 夢がかなうなら〜明天我要嫁给你（1999年7月21日 発売）
4. J-Pop A Cappella Christmas Album（1999年11月20日 発売）
5. A Cappella MAGIC BOX（2000年6月21日 発売）
6. One Fine Sunday（2001年5月16日 発売）
7. First Noel（2001年11月7日 発売）
8. A Cappella Cinema Cafe（2002年6月5日 発売）
9. A Cappella Love Songs （2002年11月7日 発売）
10. イムジン河（2003年3月3日 発売）韓国の伝統音楽歌手キム・ヨンウーとのジョイント
11. にほんのうた〜春夏秋冬〜（2003年3月19日 発売）
12. 星に唄えば（2004年12月5日 発売）
13. warm tones（2005年5月25日 発売）
14. A Cappella 70's Collection For Lovers（2006年11月8日 発売）

### Azoo&奥山みなこ
1. Seme〜種〜(2008年発売）

### The Real Group
1. The Live in Japan（2013年発売）

### The House Jacks
1. Pollen（2015年発売）

### The Idea of North
1. Ballads（2015年発売）
2. A World Christmas(With Melbourne Symphony Orchestra) （2017 発売）
3. Brick By Brick（2019年 発売）

### Geila Zilkha & Ayumu Yahaba 'Solo-Duo'
1. Breathing（2013年 発売）

### 鱧人 (HamojiN)
1. WijiN（2017年発売）
2. Salad Bar(2019年発売）
3. E（2021年発売）

### Shiho (ex Fried Pride)
1. Color (2022年発売KING RECORD);　Happy Song Feat. HamojiNで収録。

## 教育活動など
- 船橋市民文化創造館ワークショップ「ボイスパーカッション講座」講師（2011年）
- 「金沢アカペラタウン」イベントアドバイザー（2012年～2017年)
- 「夢・ねりまアカペラコンクール」、「金沢アカペラコンクール」審査員（2012年）
- 千葉市文化振興財団「ボイスパーカッション講座（5回シリーズ）」講師（2012年9月～11月）
- 「Vocal Asia　国際アカペラフェスティバル　ミュージックキャンプ・ボイスパーカッション講座（台湾・中国・韓国）」講師（2011年～）
- 「St.Paul's Co-Educational College（香港）」サマーミュージックコース講師
- 熊本県天草市「天草ロマンティック海道～アカペラコンサート」企画アドバイザー（2013年～2015）
- 山梨県河口湖町「甲州アカペラサミット」企画アドバイザー（2013年～2017）
- 香港国際アカペラコンクール審査員（2013～)
- 早稲田大学エクステンションセンター「アカペラ講座」講師（2016年〜）

### 参考音源など
- The Idea of North "Too Much Heaven" (Bee Gees)
- The Idea of North "Rainbow Connection"
- The Idea of North "Brick by Brick"
- 鱧人(HamojiN-) "Here Tonight"
- 鱧人(HamojiN-) " あなたの声は聞こえてる"
- New York Voices "Avalon"
- 神野美伽「リンゴ追分」Janis Siegel(The Manhattan Transfer)/Lauren Kinhan(New York Voices)

### 参加グループ公式ウェブサイト
- 鱧人（HamojiN)公式サイト